# Грамине
Гра́мине — село в Україні, у Садівській сільській громаді Сумського району Сумської області. Населення становить 160 осіб. До 2020 орган місцевого самоврядування — Голубівська сільська рада.

## Географія
Село Грамине знаходиться на одному з витоків річки Сула. На відстані в 1 км розташоване село Голубівка. По селу протікає пересихаючий струмок з загатою. Поруч проходить автомобільна дорога Н07.

## Історія
Під час організованого радянською владою Голодомору 1932—1933 років померло щонайменше 534 жителі села.
12 червня 2020 року, відповідно до Розпорядження Кабінету Міністрів України № 723-р «Про визначення адміністративних центрів та затвердження територій територіальних громад Сумської області» увійшло до складу Садівської сільської громади.
19 липня 2020 року, в результаті адміністративно-територіальної реформи та ліквідації Лебединського району, село увійшло до складу новоутвореного Сумського району.

## Населення

### Мова
Розподіл населення за рідною мовою за даними перепису 2001 року:
| Мова            | Кількість | Відсоток |
| --------------- | --------- | -------- |
| українська      | 148       | 92.50%   |
| російська       | 9         | 5.63%    |
| інші/не вказали | 3         | 1.87%    |
| Усього          | 160       | 100%     |